# Корнин (станція)
Корнин — проміжна станція 5-го класу Коростенської дирекції Південно-Західної залізниці (Україна), розміщена на дільниці Житомир — Фастів I між зупинними пунктами Липняк (відстань — 4 км) і Ставище (7 км). Відстань до ст. Житомир — 68 км, до ст. Фастів I — 33 км.

## Історія
Станція розташована на південній околиці селища Корнинського Житомирського району. Від станції відходить колія до цукрового заводу в Корнинському.
Відкрита 1936 року, до 1973 року мала назву Криве. 2011 року дільниця Фастів I — Житомир електрифікована з метою створення альтернативного транспортного коридору для розвантаження дільниці Козятин I — Фастів I.